# Mataruška Banja
Mataruška Banja (em cirílico: Матарушка Бања) é uma vila da Sérvia localizada no município de Kraljevo, pertencente ao distrito de Ráscia, na região de Zapadno Pomoravlje. A sua população era de 2691 habitantes segundo o censo de 2011.

## Demografia
| 1948 | 1953 | 1961 | 1971 | 1981 | 1991 | 2002 | 2011 |
| ---- | ---- | ---- | ---- | ---- | ---- | ---- | ---- |
| 470  | 704  | 915  | 1329 | 2132 | 2262 | 2732 | 2691 |